# Pezzolia radapalladis
Pezzolia radapalladis is een slakkensoort uit de familie van de Hydrobiidae. De wetenschappelijke naam van de soort is voor het eerst geldig gepubliceerd in 1986 door Bodon & Giusti.